# Kostel svatého Jana Křtitele (Žitava)
Kostel svatého Jana Křtitele v Žitavě (německy St.-Johannis-Kirche, či jen Johanniskirche) je původně románský kostel z konce 13. století několikrát přestavovaný. Současná klasicistní podoba je z 18. století. Kostel se nachází na náměstí Johannisplatz v centru saské Žitavy, zemského okresu Zhořelec v Německu.

## Historie

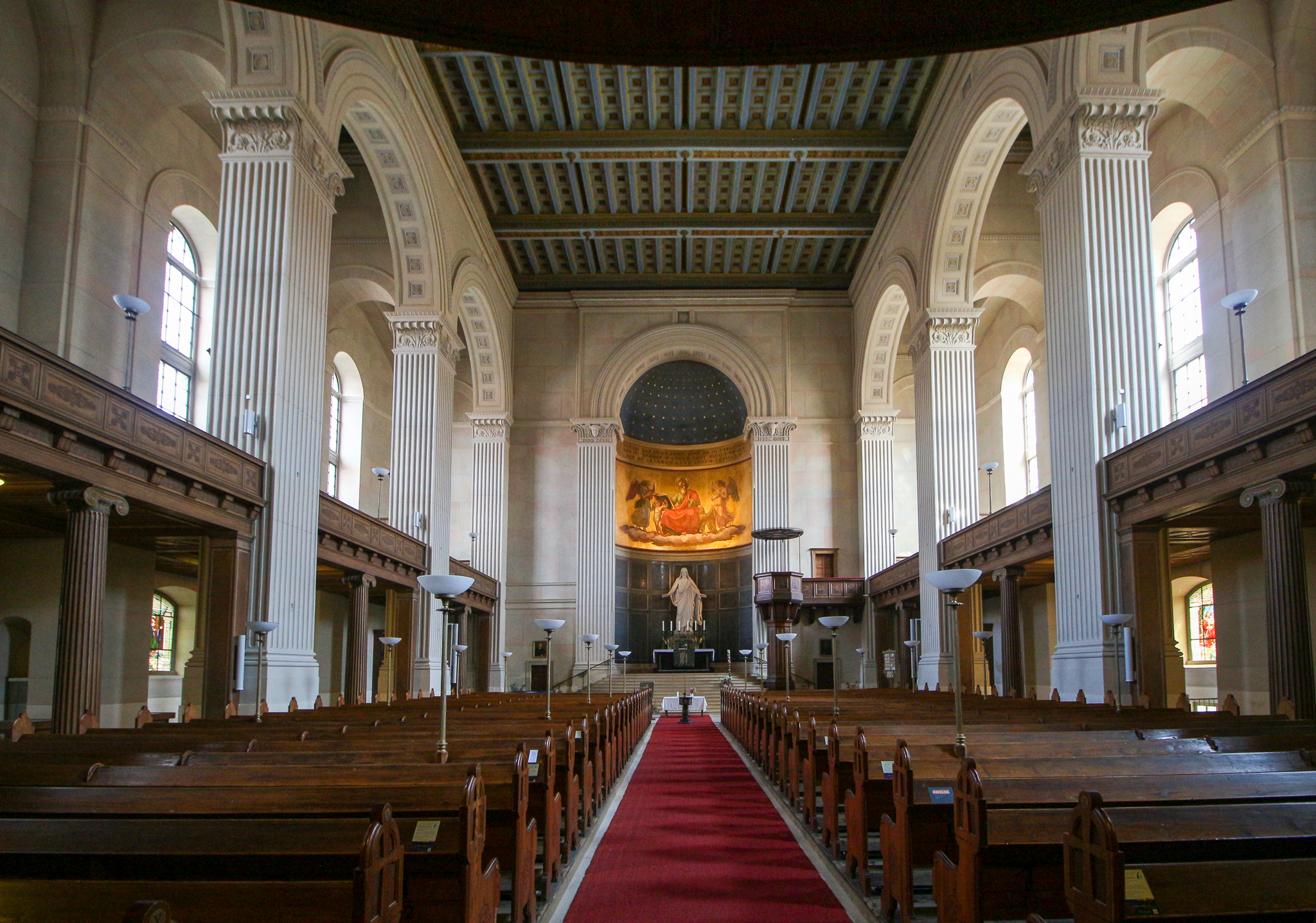
Interiér kostela, hlavní oltář.

Zmínka o prvním kostele sv. Jana pochází z roku 1291. V roce 1230 na tomto místě stála trojlodní románská bazilika se dvěma věžemi v průčelí, která byla zbudována pro Řád johanitů. V 15. století byla exilovým sídlem pražské kapituly sv. Víta. V letech 1485–1531 byla stavba goticky přestavěna a rozšířena na čtyřlodní halový kostel. Ten byl během sedmileté války, 23. července 1757, zcela zdemolován. Zničeny byly i varhany, které krátce předtím postavil Gottfried Silbermann.
Dne 23. července 1766 byla na základech zničeného kostela zahájena nová stavba v barokním slohu, avšak dostavily se vážné problémy se statikou. Současná podoba stavby pochází od Karla Friedricha Schinkela, který barokní dispozice kompletně přestavěl v klasicistním slohu. Realizaci těchto úprav prováděl Schinkelův žák Carl August Schramm z Žitavy. Už v průběhu výstavby se naklonila pravá z věží.
Gotická plastika sv. Václava, dříve umístěná na západní fasádě, se dnes nachází v městském muzeu.

## Interiér

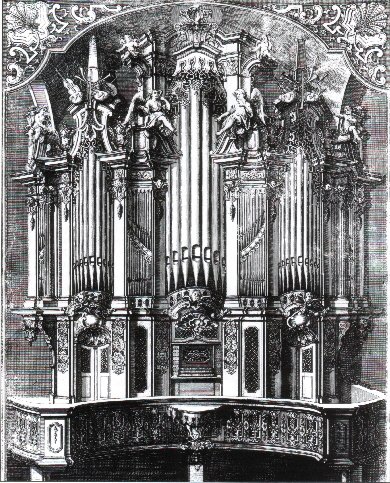
Nedochované Silbermannovy varhany. Rytina z roku 1758

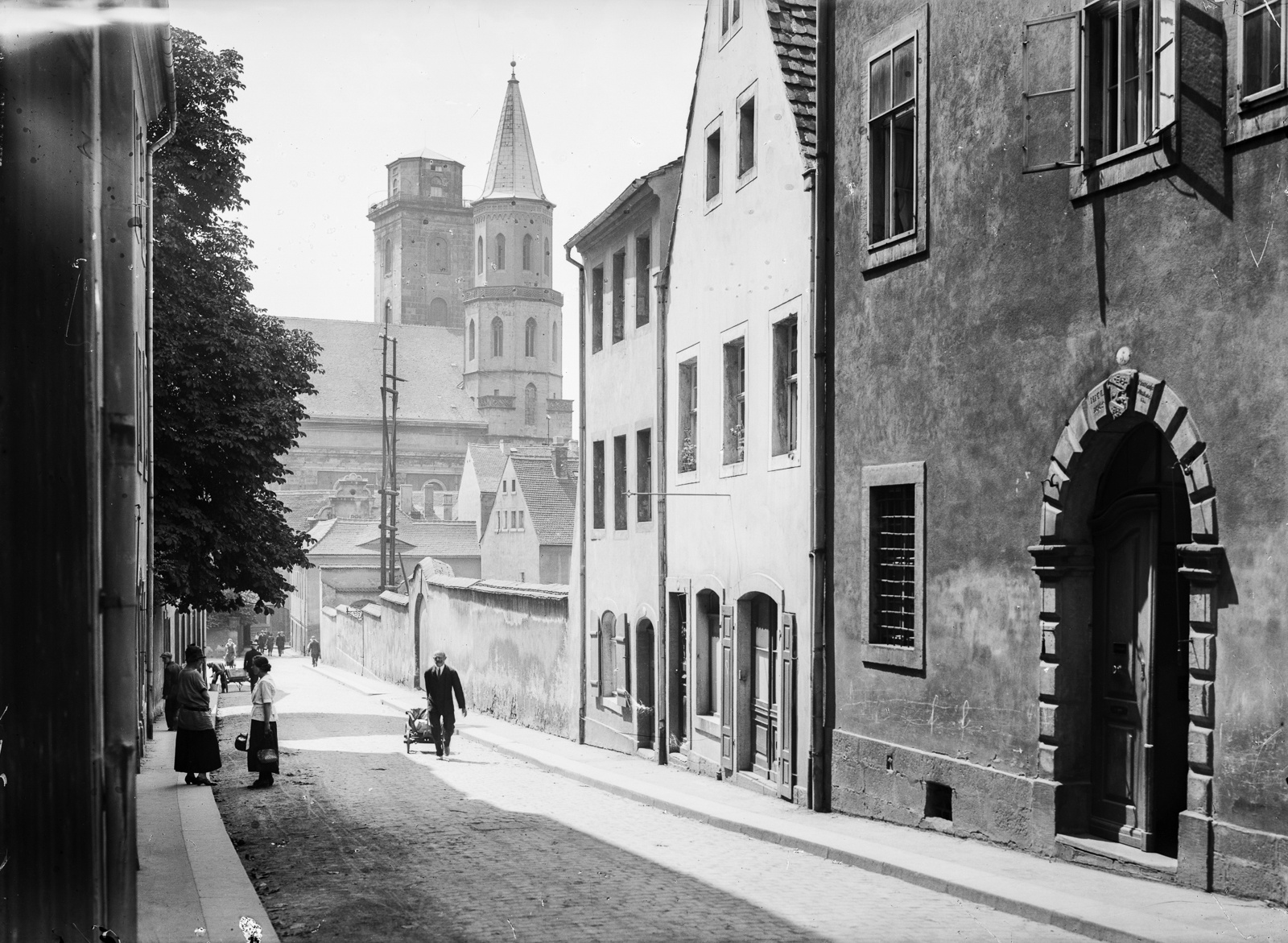
Fotografie vznikla okolo roku 1926

V interiéru je pozoruhodný plochý kazetový strop. Kostel též disponoval Silbermannovými varhanami, které se však nedochovaly.

## Hudební ředitelé
Chrámoví varhaníci současně působili jako obecní regenschori (Directores musices) města. Byli mezi nimi někteří významní hudebníci:
- Johann Nesen, 1453 „varhanní mistr“ (Orgelmeister)
- Joachim Pomeranns, 1567
- Michael Joseph, 1576, († 1599)
- Lorenz Sternberger, 1600
- Christoph Schreiber, 1634
- Andreas Hammerschmidt, 1639
- Moritz Edelmann, 1676 († 1680)
- Johann Krieger, 1682
- Carl Hartwig, 1735 (žák J. S. Bacha)
- Gottlieb Krause, 1748
- Johann Trier, 1753
- Johann Gottlieb Unger, 1789
- Benjamin Gottlieb Rösler, 1820
- Franz Karl Theodor Sturm, 1834